# タデオ・アジェンデ
タデオ・アジェンデ（Tadeo Allende、1999年2月20日 - ）は、アルゼンチン・コルドバ州ミナ・クラベロ出身のサッカー選手。セルタ・デ・ビーゴ所属。ポジションはFW。

## クラブ経歴
コルドバ州のミナ・クラベロに生まれ、2017年にインスティトゥートACコルドバの下部組織へ入団した。2021年3月13日、プリメーラB・ナシオナルのデフェンソレス・デ・ベルグラーノ戦でトップチームデビューを果たした。
2022年1月20日、CDゴドイ・クルスへ1シーズンのレンタル移籍をする事が決定した。2022シーズン終了後、ゴドイ・クルスがアジェンデの保有権50%を買い取り、同クラブへ完全移籍した。
2024年1月31日、4年半契約でスペインのセルタ・デ・ビーゴへ移籍した。